# Kbelnice
Kbelnice (en allemand : Kbelnitz) est une commune du district de Jičín, dans la région de Hradec Králové, en République tchèque. Sa population s'élevait à 221 habitants en 2022.

## Géographie
Kbelnice se trouve à 3 km au nord-nord-est du centre de Jičín, à 44 km au nord-ouest de Hradec Králové et à 78 km au nord-est de Prague.
La commune est limitée par Podůlší au nord, par Jičín à l'est et au sud, et par Brada-Rybníček à l'ouest.

## Histoire
La première mention écrite de la localité date de 1322.
L’ossuaire du combat de Jičín de la guerre austro-prussienne de 1866 est situé au-dessus du village sur la route de Jičín à Turnov au milieu du cimetière militaire. Il a été construit en 1904-1906.

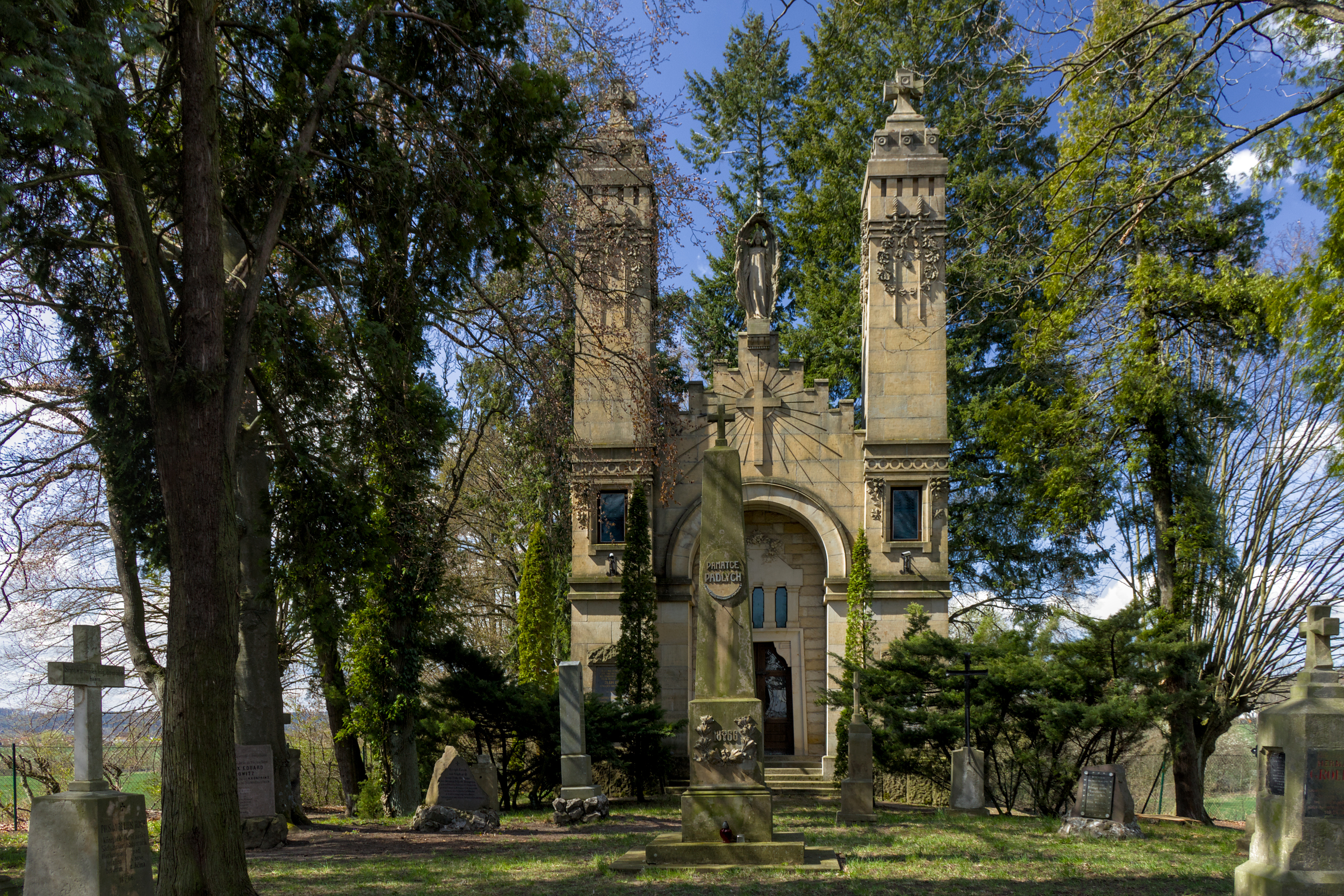
Ossuaire du cimetière militaire de Kbelnice.

## Transports
Par la route, Kbelnice se trouve à 3 km de Jičín, à 53 km de Hradec Králové et à 95 km de Prague. 